# Mansão dos mortos
No Novo Testamento da Bíblia Cristã, encontramos relatos que Jesus Cristo "ressuscitou dentre os mortos" no terceiro dia após sua morte na Cruz (At 3,15; Rm 8,11; 1 Cor 15,20). Porém, anteriormente à sua ressurreição, ele foi à morada dos mortos, chamada de Mansão dos Mortos ou Infernos.
A Mansão dos Mortos é descrita pela Bíblia como os infernos, o Seol ou o Hades, visto que os que lá se encontravam estavam privados da visão de Deus, segundo o Catecismo, apesar de não estarem sofrendo o tormento.
Jesus, ao descer à Mansão dos Mortos, pregou às almas dos justos que lá estavam, e as libertou, conduzindo-as ao Céu, que havia sido aberto à humanidade depois da Salvação possibilitada pelo seu sacrifício.
| “ | Foram precisamente essas almas santas, que esperavam o seu libertador no "Seio de Abraão, que Jesus Cristo libertou quando desceu à Mansão dos Mortos. Jesus não desceu à Mansão dos Mortos para de lá libertar os condenados, nem para abolir o Inferno da condenação, mas para libertar os justos que O tinham precedido. | ” |